# تقنية لاميز

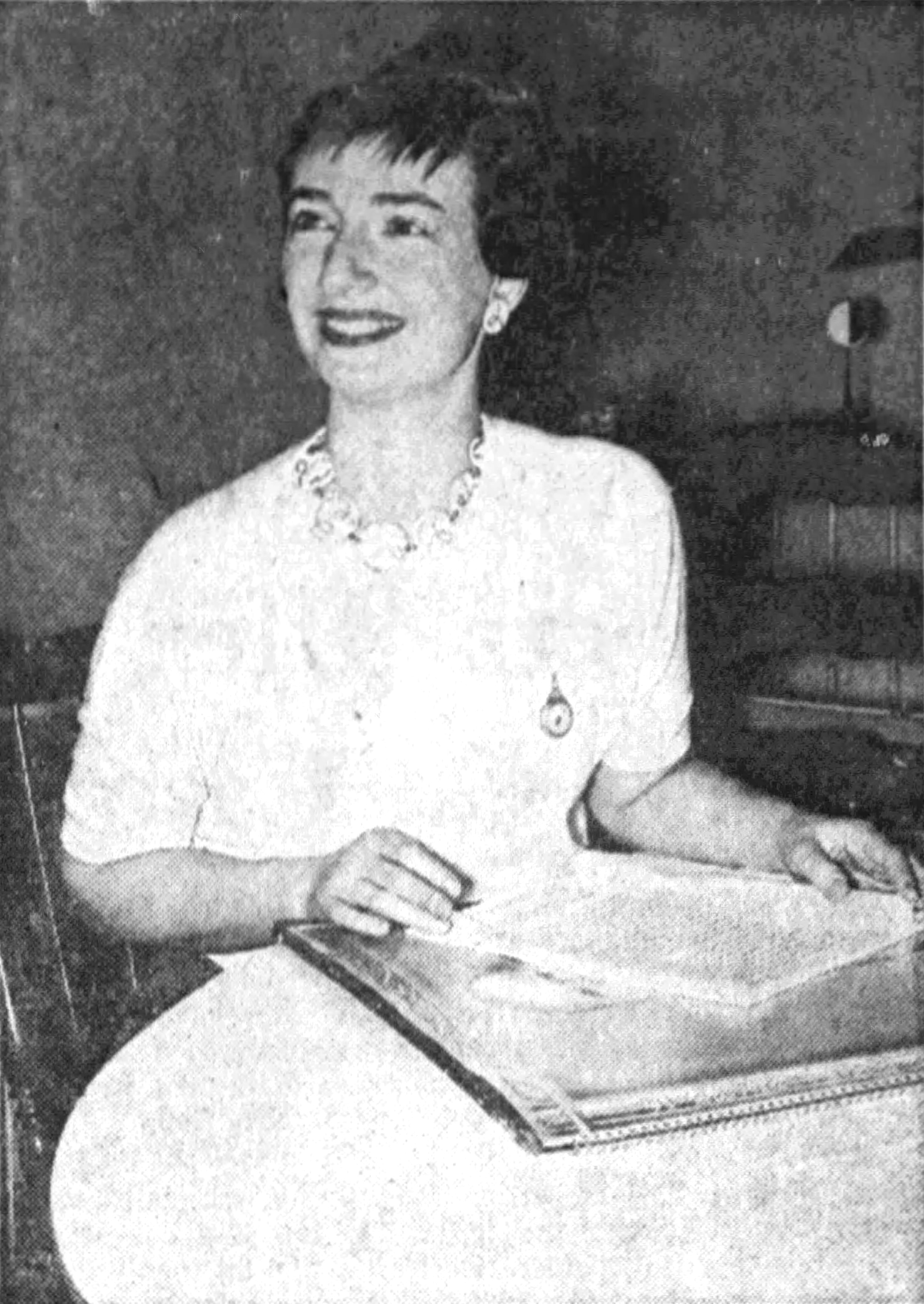
فلورا هوميل في فيلم "ذا ريبورتر" عام 1969

إن تقنية لاماز, المعروف أيضا باسم المنهج الوقائي-النفسي أو ببساطة لماز، بدأت كتقنية إعداد للولادة قام بالترويج لها في 1940ات طبيب التوليد الفرنسي د. فرنان لاماز بناء على مشاهدات قام بها في الاتحاد السوفياتي كبديل للتدخل الطبي أثناء الولادة. اليوم أصبحت تقنية لاماز وسيلة شعبية للحصول على معلومات عن الحمل والولادة وتربية الأطفال من خلال مؤسسة لاماز الدولية.
والهدف المعلن من لاماز هو زيادة ثقة الأم في قدرتها على الولادة؛ تساعد الفصول الدراسية النساء الحوامل على فهم كيفية التعامل مع الألم بطرق تسهل العمل وتعزز الراحة، بما في ذلك تقنيات الاسترخاء والحركة والتدليك.

## التاريخ
تأثر الدكتور لماز بممارسات التوليد في الاتحاد السوفيتي، والتي شملت تقنيات التنفس والاسترخاء تحت إشراف قابلة. اكتسبت طريقة لاماز شعبية في الولايات المتحدة بعد أن كتبت مارجوري كارمل عن تجربتها في كتابها من عام 1959 شكرا لك، دكتور لاماز، ومع تشكيل الجمعية الأمريكية للوقاية النفسية في طب التوليد (أسبو لاماز). التي أصبح اسمها حاليا لاماز الدولية، التي أسسها كرمل وإليزابيث بينغ، وهي منظمة التعليم حول الولادة الرائدة في العالم.

## «ست ممارسات صحية في الولادة»
جوهر المعتقدات لاماز الدولية يمكن تلخيصها بست ممارسات صحية في الولادة. وهي كما يلي:
1. دعي المخاض يبدأ من تلقاء نفسها[3]
2. امش، تحركي وغيري وضعياتك خلال المخاض[4]
3. اجلبي أحد أفراد أسرتك أو صديق أو رفيقة ولادة من أجل الدعم المستمر[5]
4. تجنبي التدخلات غير الضرورية من الناحية الطبية[6]
5. تجنبي الولادة على ظهرك وتماشي مع رغبة جسمك بالدفع[7]
6. الحفاظ على الأم والطفل معا - انها أفضل للأم وللطفل الرضاعة الطبيعية[8]

## انتقادات
لقد انتُقد لاماز نفسه بادعاء كونه شديد الصرامة ومناهضا للنسوية؛ «الطبيعة التأديبية» لنهج لاماز للولادة واضحة من وصف شيلا كيتزينجر للأساليب التي استخدمها أثناء عمله في عيادة في باريس خلال 1950ات. وفقا لكتزنجر، فقد قام لاماز بتقييم أداء المرأة في الولادة من «ممتازة» إلى «الفشل التام» بناء على «هياجهن وصراخهن». أما اللواتي «فشلن» فكن «مسؤولات عن ذلك لوجود شكوك لديهن أو أنهن لم يتدربن بما فيه الكفاية»، واعتبر لاماز أن النساء اللواتي «طرحن أسئلة كثيرة جدا» يعتبرن «الأكثر فشلا».ef>"Idealized and Industrialized Labor: Anatomy of a Feminist Controversy", by Jane Clare Jones, 2011, Hypatia (journal)</ref> وقد انتقدت تقنية لاماز بأنها غير ناجعة.

## راجع أيضا
- ولادة طبيعية